# Manfred Kuhn
Manfred Kuhn (ur. 27 czerwca 1942 w Zepernick) – niemiecki kierowca wyścigowy.

## Kariera
W 1959 roku rozpoczął rywalizację w motocrossie, w którym uczestniczył do 1969 roku. Został trzykrotnym motocrossowym mistrzem NRD w klasie 175 cm³. W 1969 roku po raz pierwszy testował samochód Formuły 3. W 1972 roku zadebiutował we Wschodnioniemieckiej Formule 3. Rywalizował wówczas samochodem własnej konstrukcji na bazie Melkusa, napędzanym silnikiem Fiat. Wygrał w tamtym sezonie jeden wyścig i został wicemistrzem serii. Następnie rywalizował w mistrzostwach NRD. Najlepszy wynik osiągnął w 1986 roku, kiedy zajął szóste miejsce w klasyfikacji generalnej. W 1976 roku zadebiutował ponadto w Pucharze Pokoju i Przyjaźni, w którym występował do jego rozwiązania w 1990 roku. Po zjednoczeniu Niemiec ścigał się Reynardem w Interserii. Karierę zakończył w pierwszej dekadzie XXI wieku. Następnie prowadził warsztat.

## Wyniki
| Legenda oznaczeń w tabelach wyników Wyświetl szablon na nowej stronie | Legenda oznaczeń w tabelach wyników Wyświetl szablon na nowej stronie                                                                     |
| Oznaczenie                                                            | Wyjaśnienie |
| --------------------------------------------------------------------- | --- |
| Złoty                                                                 | Zwycięzca lub mistrzostwo |
| Srebrny                                                               | 2. miejsce lub wicemistrzostwo |
| Brązowy                                                               | 3. miejsce lub II wicemistrzostwo |
| Zielony                                                               | Ukończył, punktował (w klasyfikacji generalnej, gdy zdobył co najmniej jeden punkt na przestrzeni sezonu, poza trzema powyższymi opcjami) |
| Niebieski                                                             | Ukończył, nie punktował (w klasyfikacji generalnej, gdy nie zdobył co najmniej jednego punktu na przestrzeni sezonu)                      |
| Czerwony                                                              | Nie zakwalifikował się (NZ) |
| Czerwony                                                              | Nie prekwalifikował się (NPK) |
| Różowy                                                                | Nie ukończył (NU) |
| Różowy                                                                | Niesklasyfikowany (NS) (w klasyfikacji generalnej, gdy nie został sklasyfikowany w żadnym wyścigu sezonu)                                 |
| Czarny                                                                | Zdyskwalifikowany (DK) |
| Czarny                                                                | Wykluczony (WYK/EX) |
| Biały                                                                 | Nie wystartował (NW) |
| Biały                                                                 | Kontuzjowany (K/INJ) |
| Biały                                                                 | Wyścig odwołany (OD/C) |
| Bez koloru                                                            | Został wycofany (WYC/WD) |
| Bez koloru                                                            | Nie przybył (NP/DNA) |
| Bez koloru                                                            | Nie brał udziału w treningach (NT/DNP) |
| Bez koloru                                                            | Nie został zgłoszony (–) |
| Pogrubienie                                                           | Start z pole position |
| Kursywa                                                               | Najszybsze okrążenie wyścigu |
| †                                                                     | Nie ukończył, ale jego rezultat został zaliczony ze względu na przejechanie więcej niż 90% dystansu wyścigu.                              |
| *                                                                     | Sezon w trakcie |
| 1/2/3                                                                 | Punktowana pozycja w sprincie kwalifikacyjnym                                                                                             |
| Lista systemów punktacji Formuły 1                                    | |

### Puchar Pokoju i Przyjaźni
| Rok  | Samochód | Silnik | Wyniki w poszczególnych eliminacjach | Wyniki w poszczególnych eliminacjach | Wyniki w poszczególnych eliminacjach | Wyniki w poszczególnych eliminacjach | Wyniki w poszczególnych eliminacjach | Wyniki w poszczególnych eliminacjach | Wyniki w poszczególnych eliminacjach | Pkt. | Msc. |
| ---- | -------- | ------ | ------------------------------------ | ------------------------------------ | ------------------------------------ | ------------------------------------ | ------------------------------------ | ------------------------------------ | ------------------------------------ | ---- | ---- |
| 1976 |          |        |                                      |                                      | Czechosłowacja                       |                                      | Czechosłowacja                       |                                      |                                      | 30   | 31   |
| 1976 |          |        | -                                    | -                                    | -                                    | 15                                   | -                                    |                                      |                                      | 30   | 31   |
| 1982 |          |        | Polska                               |                                      |                                      | Czechosłowacja                       |                                      |                                      |                                      | 30   | 36   |
| 1982 | MT 77    | Łada   | -                                    | -                                    | 15                                   | -                                    | -                                    |                                      |                                      | 30   | 36   |
| 1984 |          |        | Czechosłowacja                       | Polska                               |                                      |                                      |                                      |                                      |                                      | 28   | 38   |
| 1984 | SEG III  | Łada   | -                                    | -                                    | -                                    | 17                                   | -                                    | -                                    |                                      | 28   | 38   |
| 1986 |          |        | Polska                               | Czechosłowacja                       |                                      |                                      |                                      |                                      |                                      | 38   | 27   |
| 1986 | MT 77    | Łada   | -                                    | -                                    | -                                    | -                                    | 7                                    | -                                    | -                                    | 38   | 27   |
| 1987 |          |        | Polska                               |                                      |                                      |                                      |                                      |                                      |                                      | 23   | 42   |
| 1987 | MT 77    | Łada   | 22                                   | NW                                   | -                                    | -                                    |                                      |                                      |                                      | 23   | 42   |
| 1990 |          |        | Polska                               | Czechosłowacja                       |                                      |                                      |                                      |                                      |                                      | 0    | NS   |
| 1990 | MK 88    | Łada   | ?                                    | ?                                    | ?                                    | NU                                   |                                      |                                      |                                      | 0    | NS   |

### Wschodnioniemiecka Formuła 3
| Rok  | Zespół               | Samochód | Silnik  | Wyniki w poszczególnych eliminacjach | Wyniki w poszczególnych eliminacjach | Wyniki w poszczególnych eliminacjach | Wyniki w poszczególnych eliminacjach | Pkt. | Msc. |
| ---- | -------------------- | -------- | ------- | ------------------------------------ | ------------------------------------ | ------------------------------------ | ------------------------------------ | ---- | ---- |
| 1972 |                      |          |         |                                      |                                      |                                      |                                      | 18   | 2    |
| 1972 | MC Bernauer Schleife | Kuhn 1   | Fiat R3 | 1                                    | 4                                    | NU                                   | 2                                    | 18   | 2    |

### Polska Formuła 3
| Rok  | Zespół | Samochód      | Silnik     | Wyniki w poszczególnych eliminacjach | Wyniki w poszczególnych eliminacjach | Wyniki w poszczególnych eliminacjach | Wyniki w poszczególnych eliminacjach | Wyniki w poszczególnych eliminacjach | Wyniki w poszczególnych eliminacjach | Wyniki w poszczególnych eliminacjach | Wyniki w poszczególnych eliminacjach | Wyniki w poszczególnych eliminacjach | Pkt. | Msc. |
| ---- | ------ | ------------- | ---------- | ------------------------------------ | ------------------------------------ | ------------------------------------ | ------------------------------------ | ------------------------------------ | ------------------------------------ | ------------------------------------ | ------------------------------------ | ------------------------------------ | ---- | ---- |
| 2007 |        |               |            | Polska                               | Polska                               | Niemcy                               | Niemcy                               | Polska                               | Węgry                                | Węgry                                | Polska                               | Polska                               | 12   | 10   |
| 2007 |        | Tatuus FR2000 | Renault V6 | 2                                    | 5                                    | 9                                    | 11                                   | -                                    | -                                    | -                                    | -                                    | -                                    | 12   | 10   |